# 第4インターナショナル日本支部再建準備グループ
第四インターナショナル日本支部再建準備グループ（だいよんインターナショナルにほんしぶさいけんじゅんびグループ）は、第四インターナショナル系の日本の新左翼党派の1つ。通称MELT（マルクス、エンゲルス、レーニン、トロツキーの頭文字）。2011年2月、「政治グループ・MELT」に名称変更。

## 概要
- 指導者：江藤正修など
- 機関紙誌：『インターナショナル』（月刊）、『労働者の旗』（不定期）
- 活動拠点：不明。連絡先はメール

## 歴史
1991年第四インター日本支部が第四インターナショナルの第13回世界大会で同支部の女性差別問題などを理由に支部資格を剥奪されてしまった。80年代後半から分派が相次いでいた同支部は、支部資格剥奪以降、日本革命的共産主義者同盟 (JRCL)と改称し、結局第四インター日本支部は解体・消滅した。日本支部解体の過程でいくつかのグループが分派。MELTもそのうちの一つである。なお日本支部解体の際、分派間で内ゲバなどの激しい物理的対立は起きなかった。
2011年2月の総会で、名称を「第四インターナショナル日本支部再建準備グループ」から「政治グループ・MELT」に変更することを確認した。

## 主張
MELT派の近年の主張は、北朝鮮による工作船を海上保安庁が「撃沈」した事件について、「実際に「不審船」対策として必要なのは、イージス艦の出動や民間を破壊する自衛隊の陣地構築ではありえない。むしろ海上からの違法な侵入を抑止する海上・沿岸の監視網を整備し、不法侵入を速やかに追い払う防衛庁（当時）と海上保安庁の情報交換や連帯を官僚的縄張り意識や防衛庁の秘密主義を排して整える方がずっと効果的である。逆に言えば（朝鮮民主主義人民）共和国の特殊工作船と思われる「不審船」の度重なる侵入は、こうした対策を怠ってきたツケであり、同時に共和国に対する積極的外交方針の不在の結果でもある。しかも昨年12月の「不審船」との銃撃戦と撃沈は、首相官邸の判断の甘さから対応が後手にまわり、結局は十分な準備と体制のない海上保安庁に拿捕という強硬手段を命じ、海上保安官（彼らもまた海上で働く労働者なのだが）の命を危険にさらした小泉政権（当時）の重大な失態にほかならないのだ」と同派発行の機関紙『インターナショナル』（第127号）で論評し、「有事立法」反対と同時に外交による緊張緩和や「海上防衛」強化を提案して政府批判の傾向を強めている。
2011年3月、名称変更の理由として、トロツキズムが思想的武器としての有効性を失い、第四インターナショナルの最強の拠点であるフランス支部が解党した事を挙げ、従来の党派再建ではなく、政治グループとして活動を継続し、「現代資本主義論」の再構築に挑戦して資本主義社会の超克を目指す、と主張した。